# 科瓦拉恰
科瓦拉恰是哥倫比亞的城鎮，位於該國東北部，由博亞卡省負責管轄，距離首府通哈208公里，始建於1823年2月10日，面積104平方公里，海拔高度1,886米，2005年人口3,205。
6°30′N 72°45′W / 6.500°N 72.750°W